# Guillena
Guillena ist eine Stadt in der Provinz Sevilla in Spanien mit 14.064 Einwohnern (Stand: 2024). Sie liegt in der Nähe von Sevilla in Andalusien. 

## Lage
Die Gemeinde liegt auf einer Höhe von 28 Metern über dem Meeresspiegel und 21 Kilometer von der Provinzhauptstadt Sevilla entfernt, an der Ruta de la Plata, am Beginn der Sierra Norte. Es umfasst die Dörfer Torre de la Reina und Las Pajanosas.

## Geschichte
Guillena ist seit prähistorischen Zeiten bewohnt, wie die Megalithgräber bezeugen. Der Siedlungskern und Name entstand in der Römerzeit. In der Zeit von Al-Andalus wurde hier eine Festung zur Verteidigung Sevillas errichtet. Ferdinand III. konnte Guillena 1247 für die Christen erobern. Das Stadtrecht wurde Guillena 1286 verliehen und 1319 gewährte ihr König Alfons XI. ein eigenes Wappen.

## Partnerstädte
- Leverano, Italien